# 鍋島榮子
鍋島 榮子（なべしま ながこ、安政2年5月18日（1855年7月1日） - 昭和16年（1941年）1月3日）は、日本の華族。社会事業家。岩倉具義（岩倉具視公爵長男）夫人。鍋島直大侯爵夫人。梨本伊都子・松平信子の母。

## 生涯
権大納言広橋胤保の五女として京都に生まれる。母は殿村源兵衛の次女米。広橋家の家格は名家であり、明治維新後は伯爵に叙されている。兄に広橋賢光、藤波言忠がいる。お印は梅。結婚前は宮中に仕えていたが、1881年（明治14年）4月に当時イタリア公使であった侯爵鍋島直大とローマで結婚。直大との間に一男四女に恵まれる。外交官夫人の草分けとして活躍し、鹿鳴館では戸田極子と共に鹿鳴館の華と呼ばれた。1887年（明治20年）に日本赤十字社篤志看護婦人会会長に就任。日清、日露両戦争では負傷兵の看護に当たり、各地の病院を慰問するなど、侯爵夫人として社会事業活動の先頭に立つ。東洋婦人会、大日本婦人会などの役員を務めた。1915年（大正4年）にロシア帝国皇后および皇太后付女官のエヴゲニヤ・マレフスカヤ＝マレヴィチ、セルビア人の東京外国語学校ロシア語教師ドゥシャン・トドロヴィチとその妻でピアニストのカテリーナ・トドロヴィチらとともに設立した塞国救難会の会長に就任し、第一次世界大戦後にセルビア王国政府から聖サヴァ三等勲章を授与された。1936年（昭和11年）に勲三等瑞宝章を受章。

## 家族・親族
- 父：広橋胤保
- 母：米 -殿村源兵衛次女
- 兄妹：藤波言忠（藤波家へ養子）、幾子（松平茂昭後室）

- 夫：
  - 前夫：岩倉具義（岩倉具視公爵長男）
  - 後夫：鍋島直大（旧肥前佐賀藩主）
- 子女：
  - 長女：伊都子（1882年 - 1976年） - 梨本宮守正王妃
  - 次女：茂子（1885年 - 1905年） - 九条分家良政夫人、離縁してのち牧野忠篤夫人
  - 三女：信子（1886年 - 1969年） - 松平恆雄（会津藩主・松平容保六男）夫人
  - 長男：鍋島直縄（1889年 - 1939年） - 鍋島直彬（肥前鹿島藩主）の養子
  - 四女：尚子（1894年 - 1973年） - 柳沢保承（柳沢保恵養子）夫人
- 孫：
  - 李方子（1901年 - 1989年） - 大韓帝国高宗第7男子・李王李垠妃
  - 広橋規子（1907年 - 1985年） - 広橋真光伯爵夫人
  - 勢津子（1909年 - 1995年） - 秩父宮雍仁親王妃